# Slovenska nogometna zona 1959./60.
Slovenska nogometna zona (također navođena i kao Slovenska zonska liga, Slovenačka zona, Slovenska republička liga) u sezoni 1959./60. bilo je dvanaesto izdanje prvenstva Narodne Republike Slovenije. Ove sezone predstavljala je treći rang jugoslavenskog nogometnog sustava.
 Sudjelovalo je 12 klubova, a prvak je bio "Branik" iz Maribora. 

## Formiranje lige
- 10 momčadi (Branik Maribor, Rudar Trbovlje, Kladivar Celje, ŽSD Maribor, Ljubljana, Triglav Kranj, Sobota, Krim Ljubljana, Izola i Grafičar Ljubljana) iz Slovenske zone
- 2 momčadi (Ilirija Ljubljana i Gorica) iz podsaveznih liga

## Ljestvica
| mj. | klub               | ut. | pob. | ner. | por. | gol+ | gol- | kvoc  | bod |
| --- | ------------------ | --- | ---- | ---- | ---- | ---- | ---- | ----- | --- |
| 1. | Branik Maribor     | 22  | 18   | 1    | 3    | 88   | 19   | 4,631 | 37  |
| 2. | Kladivar Celje     | 22  | 15   | 2    | 5    | 62   | 45   | 1,377 | 32  |
| 3. | ŽSD Maribor        | 22  | 12   | 4    | 6    | 38   | 32   | 1,187 | 28  |
| 4. | Sobota             | 22  | 12   | 2    | 8    | 57   | 49   | 1,163 | 26  |
| 5. | Rudar Trbovlje     | 22  | 11   | 2    | 9    | 61   | 31   | 1,967 | 24  |
| 6. | Ljubljana          | 22  | 11   | 1    | 10   | 52   | 44   | 1,181 | 23  |
| 7. | Triglav Kranj      | 22  | 10   | 2    | 10   | 36   | 45   | 0,800 | 22  |
| 8. | Ilirija Ljubljana  | 22  | 9    | 2    | 11   | 35   | 43   | 0,813 | 20  |
| 9. | Krim Ljubljana     | 22  | 6    | 6    | 10   | 34   | 51   | 0,666 | 18  |
| 10. | Nova Gorica        | 22  | 5    | 3    | 14   | 41   | 70   | 0,585 | 13  |
| 11. | Grafičar Ljubljana | 22  | 4    | 5    | 13   | 22   | 59   | 0,372 | 13  |
| 12. | Izola              | 22  | 0    | 8    | 14   | 19   | 68   | 0,279 | 8   |
| "ŽSD" iz Maribora spominje se kao "Železničar" i "Maribor" "Nova Gorica" spomije se i kao "Gorica" "Krim" iz Ljubljane spominje se i kao "Odred/Krim" |                    |     |      |      |      |      |      |       |     |
| Izvori |                    |     |      |      |      |      |      |       |     |

- Viši rang:
  - Branik Maribor igrao je kvalifikacije za Drugu saveznu ligu – nije uspio
- Ispali:
  - Grafičar Ljubljana i Izola ispadaju u niži rang (podsavezne lige)
- Novi članovi:
  - Slovan Ljubljana, Olimp Celje i Nafta Lendava iz nižeg ranga
- Napomena:
  - Branik Maribor prestao je s radom 11. kolovoza 1960.

## Rezultatska križaljka
| kratica | klub                   | BRA | GOR | GRA | ILI | IZO | KLA | KRIM | LJUB | RUD | SOB | TRI | ŽSD |
| --- | ---------------------- | --- | --- | --- | --- | --- | --- | ---- | ---- | --- | --- | --- | --- |
| BRA | Branik Maribor         |     |     |     |     |     |     |      |      |     |     |     |     |
| GOR | Gorica (Nova Gorica)   |     |     |     |     |     |     |      |      |     |     |     |     |
| GRA | Grafičar Ljubljana     |     |     |     |     |     |     |      |      |     |     |     |     |
| ILI | Ilirija Ljubljana      |     |     |     |     |     |     |      |      |     |     |     |     |
| IZO | Izola                  |     |     |     |     |     |     |      |      |     |     |     |     |
| KLA | Kladivar Celje         |     |     |     |     |     |     |      |      |     |     |     |     |
| KRIM | Krim Ljubljana         |     |     |     |     |     |     |      |      |     |     |     |     |
| LJUB | Ljubljana              |     |     |     |     |     |     |      |      |     |     |     |     |
| RUD | Rudar Trbovlje         |     |     |     |     |     |     |      |      |     |     |     |     |
| SOB | Sobota (Murska Sobota) |     |     |     |     |     |     |      |      |     |     |     |     |
| TRI | Triglav Kranj          |     |     |     |     |     |     |      |      |     |     |     |     |
| ŽSD | ŽSD Maribor            |     |     |     |     |     |     |      |      |     |     |     |     |
| |                        |     |     |     |     |     |     |      |      |     |     |     |     |
| podebljan rezultat - utakmice od 1. do 11. kola (1. utakmica između klubova) rezultat normalne debljine - utakmice od 12. do 22. kola (2. utakmica između klubova) rezultat nakošen - nije vidljiv redoslijed odigravanja međusobnih utakmica iz dostupnih izvora rezultat nakošen i smanjen * - iz dostupnih izvora nije uočljiv domaćin susreta prekrižen rezultat - poništena ili brisana utakmica p - utakmica prekinuta 3:0 p.f. / 0:3 p.f. - rezultat 3:0 bez borbe n.i. - nije igrano |                        |     |     |     |     |     |     |      |      |     |     |     |     |

 Izvori: 

## Kvalifikacije

### Za popunu 2. savezne lige
| Branik Maribor | 10:1 | Sloboda Varaždin | 8:0 | 2:1 |
| Finale         |      |                  |     |     |
| Karlovac       | 5:0  | Branik Maribor   | 2:0 | 3:0 |

NK Branik bio je upleten u aferu trovanja hranom uoči utakmice protiv NK Karlovca. Kao izravna posljedica, klub je raspušten 11. kolovoza 1960. Karlovac je dobio prvu utakmicu 2:0, međutim, tjedan dana kasnije u Mariboru tijekom boravka u hotelu Orel, cijela je momčad hospitalizirana s teškim slučajem proljeva. Nešto je bilo stavljeno u palačinke. Hrvati su se vratili kući prije uzvrata, a 10.000 navijača Branika na stadionu je uzalud čekalo početak uzvrata.

Kako su se Karlovčani razboljeli do danas je nejasno. Najprije su osumnjičeni bili neki od navijača Branika, no Okružni sud u Mariboru oslobodio ih je svake krivnje. Testiranjem hrane mariborskog higijenskog zavoda utvrđeno je da hrana koja se poslužuje u hotelu Orel nije ni na koji način pokvarena. U postupku na Okružnom sudu u Mariboru, gdje je ispitano 40 svjedoka iz Maribora i Karlovca, utvrđeno je da nije moguće utvrditi tko je odgovoran za trovanje hranom i je li do njega uopće došlo. Na kraju, Okružni sud oslobodio je NK Branik svake krivnje. Iako je pravi krivac do danas ostao nepoznat – domaćini su osramoćeni, klub diskvalificiran i raspušten. Čelnici NK Branik kasnije su osnovali novi klub, pod istim imenom, koji se s manjim uspjehom natjecao u nižim jugoslavenskim ligama, a raspušten je krajem 1970-ih.
Karlovac se plasirao u Drugu saveznu ligu – Zapad.

## Poveznice
- Slovenska republička liga
- Druga savezna liga 1959./60.
- Nogometno prvenstvo Jugoslavije – 3. ligaški rang 1959./60.
- Kvalifikacije za popunu Druge savezne lige 1960.
- Podsavezna liga Celje 1959./60.
- Podsavezna liga Gorica − Kopar 1959./60.
- Podsavezna liga Kranj 1959./60.
- Podsavezna liga Ljubljana 1959./60.
- Podsavezna liga Maribor 1959./60.

## Vanjske poveznice
- RSSSF - Slovenia - List of Final Tables 1946-1998
- Zbornik Medobčinske nogometne zveze Ljubljana 1920–2020